# Õpetaja
Õpetaja (zu deutsch Der Lehrer) ist der Titel eines estnischen Kurzfilms aus dem Jahr 1979.

## Handlung
Estland 1905: Die russische Revolution wirbelt das Land durcheinander. Einer ihrer Helden, der volksnahe Revolutionär Bernhard Laipman, tritt für die Rechte der Bevölkerung ein.
Er wendet sich trotz der Gefahr für sein eigenes Leben gegen die bestehende feudal-aristokratische Herrschaft. Der Mensch muss um jeden Preis für Wahrheit und Gerechtigkeit stehen.
Am Ende stirbt Laipman durch die Kugeln eines zaristischen Strafbataillons, aufrecht seinen Ideen verpflichtet bis zum Schluss.

## Hintergrund
Die Handlung greift die historische Person Bernhard Laipman(n) (1865–1906) auf. Der furchtlose Revolutionär stammte aus relativ gebildeten Bauernkreisen. Sein Bruder war der Maler Ants Laikmaa (1844–1942).
Auf Bernhard Laipmann geht unter anderen ein kritisches Memorandum der örtlichen Bauern gegen den deutschbaltischen Großgrundbesitzer Baron von Uexküll zurück.
Auf Befehl des russischen Generals Wladimir Besobrasow wurde der unbotmäßige Laipmann am 16. Januarjul. / 29. Januar 1906greg. zusammen mit zwei Mitstreitern als Unruhestifter bei Vigala vor ein Erschießungskommando gestellt.
Bereits kurz nach seiner Hinrichtung wurde Laipman zum Mythos erhoben. Um ihn rankten sich schnell einige Legenden. Sein Wirken wurde in einigen Volksliedern besungen. Zur Verklärung trug vor allem die literarische Bearbeitung des Stoffs bei. Die finnisch-estnische Schriftstellerin Aino Kallas (1878–1956) schrieb die Novelle Bernhard Riives, in der Laipman Aufrichtigkeit, Wahrheit und Stolz dem eigenen Tod vorzieht. 1936 wurde der Stoff auch auf die Theaterbühne gebracht.
1933 wurde am Ostsee-Strand von Haapsalu ein Denkmal des Bildhauers Roman Haavamägi (1891–1964) für Laipman eingeweiht.

## Produktion
Der Experimentalfilm des Filmemachers Mark Soosaar (* 1946) behandelt mit großer psychologischer Tiefenschärfe vor allem Laipmans Gedankenwelt.
Der Film wurde allerdings nicht im Kino oder Fernsehen aufgeführt. Einige Szenen wurden für Soosaars ein Jahr später gedrehten Spielfilm Jõulud Vigalas („Weihnachten in Vigala“) verwendet. Der Film beschäftigt sich ebenfalls mit Laipmans Leben.